# 山东鲁能泰山足球俱乐部历史
山东泰山足球俱乐部历史记述国足俱乐部山东泰山足球俱乐部的相关历史。

## 专业化时代（1956年-1993年）
1956年4月10日成立的山东省足球代表队是山东省在中华人民共和国建国后的第一支省级足球队。
山东省足球代表队于1957年开始参加乙级联赛。1977年球队成功升级，1978年开始参加甲级联赛。1979年球队获得四运会冠军，这是山东足球历史上第一个全国冠军。1989年甲级联赛分为A、B两组，当年球队降入甲B联赛，1990年又降入乙级联赛。1991年球队获得乙级联赛冠军，重新冲回甲B联赛。1992年球队获得甲B联赛第3名，1993年各级联赛因举行七运会而暂停一年。
由于中国足协决定将在1994年实行足球职业化，甲A联赛扩军，球队以1992年甲B联赛第3名的身份获得1994年中国职业足球甲A联赛的参赛资格。职业联赛开始后，山东省足球代表队主要参加全运会和各种青年足球赛事。
1992年6月，中国足协在北京西郊红山口召开工作会议，决定中国足球将实行职业化。
1993年10月，中国足协在大连棒槌岛举行的工作会议上讨论、修改并原则上通过了《中国足球十年发展规划草案》、《中国足球协会章程草案》和《足球俱乐部章程草案》等文件，决定把1994年中国足球甲级A组联赛作为联赛改革试点，促进球队向职业化过渡。

## 政府部门主管时期（1993年-1995年）
1993年12月2日，山东足球历史上第一家职业足球俱乐部 - 山东泰山足球俱乐部成立。
1994年1月29日，济南市市政府出资赞助，并参与俱乐部的管理，俱乐部更名为山东济南泰山足球俱乐部。但俱乐部并没有真正的“职业化”，俱乐部和球队依然隶属体委，这也导致球队的资金状况拮据，居住条件艰苦，征战客场时往往在火车和轮船上消耗大量时间。

### 殷铁生执教时期（1994年-1997年）
1994年，殷铁生在竞聘中压倒徐永来，成为山东泰山足球俱乐部历史上首任主教练，带队征战1994年开始的中国职业足球甲A联赛。
作为1992年甲B联赛的第3名，殷铁生按照球队自身实力和特点，采用稳守反击的战术，在前锋线上安排有身高优势的宿茂臻和速度快的唐晓程，形成“一高一快”的进攻组合。
1994年4月17日，中国职业足球甲A联赛第一轮，坐镇山东省体育中心主场的山东济南泰山以1-0战胜广州太阳神，宿茂臻打入山东泰山足球俱乐部职业联赛历史上的第一球。随后球队又依靠唐晓程和宿茂臻的入球以1-0分别战胜辽宁远东和江苏迈特，取得联赛三连胜，防守反击的策略逐渐被全国所熟知。宿茂臻在6月19日客场对阵四川全兴的比赛中受伤，直到赛季末期才再度上场，影响了球队的攻击力，而7月17日客场对阵八一的比赛中，于远伟因攻击裁判员被停赛一年，影响了球队的防守质量。这一年，球队以10胜4平8负，进22球失22球积24分的成绩，在12支球队中位列第5名，宿茂臻、唐晓程和冷波均打入4球成为球队进球最多的队员。
1995年4月3日，俱乐部更名为济南泰山足球俱乐部。由于经济状况的原因，球队无法引进内外援，以原班人马继续征战甲A联赛。当年球队依靠顽强的防守，在前7轮保持不败，并在六、七月间的足协杯的比赛中表现出色，先两回合战胜了甲B球队江苏迈特，之后在与辽宁航星的比赛中客场以1-4失利，主场上演大翻盘4-0获胜后晋级四强。在七月下旬进行的半决赛中，球队与北京国安两回合战成3-3平（两队均在主场2-1获胜），依靠点球决战战胜对手晋级决赛，将与上海申花争夺冠军。在8月9日的联赛中，球队主场以0-4负于上海申花并成全了范志毅的帽子戏法，之后又在联赛最后四轮全部告负，包括倒数第三轮客场负于上海申花，成就对手提前获得联赛冠军。济南泰山最终名列联赛第6名，队长邢锐打进7球，宿茂臻和唐晓程也各入5球。
1995年11月26日，足协杯决赛在中立场地南京五台山体育场进行，济南泰山队在不被人看好的情况下，依靠唐晓程和李霄鹏的进球2-0击败联赛冠军上海申花，获得职业化后首届中国足协杯冠军。

## 政府部门协管时期（1996年-1997年）

### 将军集团赞助（1996年-1997年）
1996年3月2日，济南泰山足球俱乐部与山东将军烟草（集团）有限公司签约，济南泰山将军足球俱乐部成立。1996年和1997年，将军集团每年都提供650万元的资金，再加上济南市市政府的赞助，球队的经济状况有所改善。为了加强球队的中场，济南泰山将军队从乙级球队大连顺发引进中场队员孙晓东，这也由此改变了球队由清一色山东球员组成的状况，孙晓东成为泰山队历史上首位内援。
作为1995年的中国足协杯冠军，济南泰山将军队获得代表中国参加1996-97赛季亚洲优胜者杯的资格，但球队并没有参加这项赛事。
1996年，济南泰山将军队在联赛中波澜不惊，稳居联赛中游。9月1日，主场与四川全兴队的比赛却引起轩然大波——由于当值主裁判于敬崟作出不利于客队的判罚，导致四川全兴队主教练余东风入场与主裁判理论，四川队的外援更是与主裁判发生肢体接触并追打上前维持秩序的济南赛区民警，导致比赛中断。最后足协对相关的四川队教练和球员进行了停赛、罚款和对济南赛区公安人员道歉的处罚。然而，由于中央电视台的足球之夜（四川全兴集团为其赞助商之一）完全站在四川全兴的立场上报道此事，并把泰山队放在了对立面上，不顾四川球员暴力行为的事实，反而指责“赛区公安人员入场过早,出现本不该出现的混乱场面”。加上以《足球报》为代表的四川足球媒体的强势讨伐，导致全国媒体对球队的一致抨击，全国主流媒体和山东球队、球迷之间从此产生隔阂。
9月15日，客场与北京国安队的比赛中，球队稳守反击，并依靠宿茂臻的“千里走单骑”，以1-0战胜对手，结束了对手的“工体不败”神话。
济南泰山将军队本赛季取得8胜7平7负的战绩，排名联赛第5名，宿茂臻打入13球成为本赛季的最佳射手并获得最佳球员称号。
作为足协杯的卫冕冠军，济南泰山将军队连续淘汰广州太阳神、广州松日和广东宏远杀进决赛对阵北京国安。在北京客场进行的单场决赛中以1-4失利，最终获得亚军，而宿茂臻也获得“足球真汉子”的称号。
1997年，球队没有太大的变化，由于其他球队纷纷引进外援，导致济南泰山将军队的球队实力相对下降，在联赛前四轮的比赛中未尝胜绩。而球队的进攻实力也在对手的严密防守下逐渐下滑，只依靠相对不错的防守在联赛中游徘徊，在最后一轮之前球队还有理论上降级的可能，好在主场凭借宿茂臻和宋毓明的进球2-0击败了天津三星。
球队本赛季22场比赛仅仅打入19球（包括一个对手的乌龙球），取得7胜7平8负的成绩，位居联赛第6名。足协杯也没能延续前两年的良好表现，虽然先以客场进球多的优势淘汰武汉雅琪进入八强，但随后同样因客场进球少而被上海申花淘汰。
1997年10月，在八运会中，由殷铁生出任主教练，济南泰山将军足球俱乐部球员为班底组成的山东省足球代表队发挥出色，接连战胜辽宁队和天津队进入决赛，并依靠宿茂臻的进球1-0战胜广东队，获得八运会冠军。

## 鲁能集团入主（1998年-至今）
1997年12月4日，山东省体委与山东电力集团公司协商，将济南泰山将军足球俱乐部无偿移交给山东电力集团公司全权管理，并改组为股份制有限公司。
1998年1月5日， 山东鲁能泰山足球俱乐部股份有限公司和山东鲁能泰山足球队成立，邵克难出任俱乐部总经理。山东电力集团公司高层作出了建设百年俱乐部的发展规划，决定聘请外籍主教练，引进高水平内外援。

### 金正男执教时期（1998年）
1998年1月27日，鉴于1997年延边敖东队在韩国教练崔殷泽的带领下成绩提升显著，俱乐部决定聘请时任韩国足协秘书长的金正男出任球队主教练。在国内转会市场上，引进来自北京国安的邓乐军和甲B球队辽宁队的宋黎辉、王凯等队员，球队在1998年新赛季提出了联赛“冲三甲”的目标。然而在赛季初的准备阶段主力队员李明、宿茂臻和李霄鹏等均不同程度的受伤，导致球队实力受损。
金正男决定改变球队防守反击的基本战术，把更多的精力放在进攻上，球队的踢法更具有观赏性的同时降低了防守的能力。球队在联赛前四场比赛中非平即负，决定引进外援加强球队实力。4月26日，鲁能泰山队主场迎战八一队，是联赛最后一场没有外援的球队之间的比赛，鲁能泰山队以2-0获胜。5月10日，鲁能泰山队主场对阵延边敖东队，球队迎来了历史上的第一位外援，巴西人巴力斯塔，凭借他的助攻和进球帮助鲁能泰山队3-1获胜。由于新外援的逐步登场和邓乐军等内援占据了本土球员的位置，导致球队内部矛盾逐步显现，鲁能泰山队自客场战胜武汉红金龙队以及在足协杯的比赛中淘汰广东宏远队后，在间歇期过后的联赛中多次在领先的情况下失球，连续六轮不胜，8月23日，鲁能泰山队客场3-4输给深圳平安队，俱乐部不得不宣布金正男下课，殷铁生代理主教练力图保级。

#### 殷铁生代理执教（1998年）
殷铁生接手球队后重新以防守反击为主要战术，在八月底进行的足协杯中，两回合淘汰八一队，之后的联赛中0-1负八一队、2-0胜广州太阳神队、2-3负大连万达队、（足协杯半决赛被上海申花队淘汰）、1-0胜延边敖东队、2-1胜上海申花队，在倒数第三轮结束后排在第6名，基本保级成功。最后两场比赛0-1负沈阳海狮队、1-1平武汉红金龙队，与四支球队同积32分，因相互间胜负关系最差，最终排名联赛第9名。

### 桑特拉奇执教时期（1999年-2000年）
1999年，俱乐部总经理邵克难依然坚持聘用外籍教练，并把目光放在了率领南斯拉夫队在法国世界杯上打入16强的桑特拉奇身上，经过中国驻南斯拉夫记者邵云环的牵头和邵克难的不懈努力下，桑特拉奇成为球队的第二位外籍主教练。桑特拉奇在海埂春训期间就开始逐步改造球队，为球队注入了新的活力。
1999年3月21日，甲A联赛首轮鲁能泰山客场挑战此前从未战胜过的同省兄弟青岛海牛，凭借宋毓明的倒钩入球在上半场领先，下半场被对方扳平比分后又由孙晓东锁定胜局，历史上首次战胜对手。然而士气高涨的鲁能泰山在第二轮主场对阵广州松日的比赛中遭遇大翻盘，虽然中卫李明连续接角球头球破门，但随后却被对手连入三球告负。之后的两场比赛球队分别在主场和客场以0-0战平上海申花和天津泰达。在客场击败吉林敖东后，球队连续两个主场0-0战平大连万达实德和重庆隆鑫。由于连续战绩不理想，俱乐部辞退了桑特拉奇带来的南斯拉夫外援德拉干和德杨，只留下发挥出色的门将萨沙，并把上赛季表现出色的外援巴力斯塔重新招回。
球队调整阵容后，客场挑战联赛领头羊四川全兴，凭借李霄鹏和巴力斯塔的进球全取三分，进入积分榜三甲行列。在联赛第一阶段的最后一场比赛中，客场作战的鲁能泰山在11打10的情况下0-1负于北京国安。第一阶段3胜4平2负暂居第4名，成绩尚可。
在联赛间歇期间进行的足协杯比赛中，第一轮比赛轮空的鲁能泰山，第二轮比赛以客场3-1、主场3-0的比分淘汰武汉红桃K。第三轮比赛先打客场与北京国安战成0-0。
6月20日，联赛重新开始，鲁能泰山主场2-1战胜辽宁抚顺迎来联赛主场首胜，一周双赛的比赛中客场1-2负于深圳平安、主场1-0战胜沈阳海狮。
进入7月，鲁能泰山状态极佳，客场1-0战胜武汉红桃K后，半程联赛结束，球队排在第3名；足协杯上主场1-0胜北京国安杀进四强；下半程联赛开始后，主场2-0胜青岛海牛、客场3-1胜广州松日，登上积分榜首，客场1-0胜上海申花后更是取得联赛五连胜，被称为“7月惊喜”。
7月过后，鲁能泰山队状态下滑，主场连续战平天津泰达和吉林敖东，被辽宁抚顺超越。之后虽然客场1-0战胜大连万达实德，历史性的取得对对手的首场胜利，但随后客场战平重庆隆鑫、主场负于四川全兴，在积分榜上落后辽宁抚顺6分。第22轮鲁能泰山2-0战胜北京国安而辽宁抚顺客场负于吉林敖东，鲁能泰山追回3分。23轮鲁能泰山客场挑战领头羊辽宁抚顺，有效的遏制对方的进攻后两0-0战平，鲁能泰山落后对手3分结束第二阶段的联赛。
在足协杯半决赛中，鲁能泰山主场与吉林敖东战成0-0，之后客场在最后时刻依靠巴力斯塔的入球1-1再次战平对手，凭借客场进球多的优势进入决赛，将与大连万达实德争夺冠军。
11月21日，联赛展开最后争夺，鲁能泰山主场4-0胜深圳平安后由于辽宁抚顺战平，双方只相差1分，鲁能泰山重燃夺冠希望。倒数到第二轮鲁能泰山和辽宁抚顺都与对手战平。12月5日，最后一轮，鲁能泰山主场5-0战胜已经确定降级的武汉红桃K，而辽宁抚顺被北京国安阻击再次收获平局，鲁能泰山1分优势获得1999年甲A联赛冠军，全年26场比赛仅失13球创下联赛失球最少纪录。
随后的足协杯决赛，12月9日，首回合鲁能泰山客场挑战大连万达实德，上半场宿茂臻头球补射先下一城，但下半场大连万达实德王鹏将比分扳平，双方1-1战和。12月12日，次回合鲁能泰山在济南迎战对手，在0-1落后的情况下，外援罗麦多连入两球将比分反超，但比赛临近结束时大连万达实德再次扳平比分2-2，并有客场进球多的优势。伤停补时阶段罗麦多铲射破门上演帽子戏法，帮助鲁能泰山以总比分4-3击败对手捧起足协杯，成为了中国职业足球历史上第一个联赛和杯赛的双冠王。
2000年，赛季开始前，鲁能泰山全队赴南斯拉夫拉练准备新赛季，人员方面，俱乐部留用萨沙，签下外援卡西亚诺，引进内援范学伟，并将青年队队员矫喆刘金东等招入，而上个赛季出场不多的邓乐军、刘越等人则转会他队，而球队工作人员也是变动频频。球队3月1日回国，次日抵达上海，虽然萨沙、李明、宋黎辉等主力球员伤病在身，但桑特拉奇依然信心满满，意在捧杯。在3月4日进行的超霸杯的比赛中，鲁能泰山2-4负于辽宁。俱乐部总经理邵克难称“双冠王”头衔是个炸弹，新赛季球队困难重重。球队在赛季开始前最终确定了最后一位外援丹尼斯。
3月19日，联赛拉开帷幕，鲁能泰山主场对阵升班马云南红塔，结果球队对对方的铁桶阵完全没有办法，反而被对方反击得手0-1告负。球队及时调整好心态，凭借两名前锋宿茂臻和卡西亚诺的出色发挥，先后客场战胜厦门厦新和深圳平安，主场击败沈阳海狮，三连胜后登上榜首。但在之后的一周双赛中，球队先是得势不得分，客场0-1不敌青岛海牛，后又客场0-5负于大连实德，遭遇两连败，赛后桑特拉奇对防守队员提出了严厉地批评。球迷和媒体的批评声纷至沓来，好在随后的比赛中鲁能泰山主场连胜吉林和天津，以8战15分的成绩与另外四队并列榜首进入小间歇期。但在对天津的赛后发布会上桑特拉奇只表示“我要感谢我的俱乐部和队员”就离开了，表达出自己对媒体的不满，并认为舆论环境变差了，而媒体则认为桑特拉奇脾气越来越暴躁。
间歇期后的一周双赛中，鲁能泰山先是客场凭借卡西亚诺的头球小胜北京国安，之后不敌上海申花，赛后发布会桑特拉奇还卷入了对方主帅和媒体的争执。之后球队引进了巴西外援马科斯，弃用丹尼斯。5月21日，鲁能泰山主场3-2击败重庆，马科斯登场亮相，赛后的发布会上当记者请评价这位外援时桑特拉奇再度发火。第二天晚上俱乐部召开通气会，邵克难希望球迷支持球队和主帅，桑特拉奇也请媒体和球迷理性看待球队成绩，少一些敌意、攻击和不实报道。新外援马科斯只是又在鲁能泰山主场0-0平四川全兴的比赛中出场，之后又被俱乐部弃用，加纳外援查尔斯取代了他的位置并在客场0-0平辽宁的比赛中首发出场。联赛半程战罢，卫冕冠军鲁能泰山13战7胜2平4负积23分，暂列第5名，落后榜首的大连实德4分。
6月11日，鲁能泰山尽遣主力在泰安主场3-0击败深圳平安闯进足协杯八强。之后联赛下半程开始，鲁能泰山连续客场战胜云南、主场击败厦门和深圳，三连胜后升至积分榜次席。但在之后客场对阵沈阳海狮的比赛中0-3失利。7月16日回到主场对阵青岛海牛，比赛在闷热的午后进行，泰山队两度领先被对手两度扳平，泰山队主帅桑特拉奇对球员表现不满，第83分钟愤然退场，但在比赛最后阶段泰山队的两名外援查尔斯和卡西亚诺连续入球，最终鲁能泰山4-2获胜。赛后发布会上桑特拉奇表示自己退场是因为“胃疼”，而部分球员则表达了对他的不满。
在联赛的小间歇期里，鲁能泰山进行了足协杯八强战，结果在泰安主场4-1击败沈阳海狮，锦州客场0-0战平，从而挺进足协杯四强。
7月30日，联赛中鲁能泰山迎战领头羊大连实德，只有取胜才能延续卫冕的希望，然而卡西亚诺、高尧等多名主力因伤缺阵让泰山队实力大打折扣，而早没有足协杯比赛的对手则准备充分，很快打进两球，泰山队虽然下半场一度将比分扳平，但终场前5分钟对手再进一球，最终鲁能泰山主场2-3失利，和对手的积分差距达到了10分，基本无缘卫冕联赛冠军。身心俱疲的泰山队之后联赛中连续客场输给吉林和天津，联赛亚军也渐行渐远。赛程密集，比赛接踵而至，在足协杯半决赛中，鲁能泰山几名主力伤愈首发，无奈发挥较差，主客场遭重庆隆鑫双杀，总比分2-5被淘汰出局，无缘卫冕，桑特拉奇的处境更加艰难。
9月10日，鲁能泰山在联赛中凭借卡西亚诺的进球，主场1-1战平北京国安，结束连败。

#### 可可维奇代理执教（2000年）
9月13日，鲁能泰山官方召开发布会，宣布“桑特拉奇离队休假一个月”，由鲁能泰山足球学校总教练可可维奇担任球队代理主教练。在第二天的联赛中鲁能泰山主场1-2不敌上海申花，随后又在客场2-2战平重庆隆鑫，球队士气有所恢复，但在更衣室中宋黎辉和宿茂臻发生冲突，随后宋黎辉被俱乐部处以“四停”。
9月20日，鲁能泰山主场迎战亚俱杯资格赛的对手新加坡内政联，下半场邵延杰为球队首开纪录，打进泰山队亚洲赛场的首个进球，最终3-0完胜对手。9月24日，球队在联赛中客场一球小负四川全兴，无缘三甲。9月27日，连续作战的泰山队在新加坡3-1再胜内政联，闯入来年的亚俱杯复赛。而在10月1日联赛末轮中，鲁能泰山主场2-0击败辽宁。鲁能泰山最终名列第5名，卡西亚诺以15球成为联赛金靴奖得主。
11月2日，俱乐部管理层发生变动，总经理邵克难离职，董罡成为新任俱乐部总经理。

### 鲍里斯执教时期（2001年）
2001年，鲍里斯出任山东鲁能主教练成为球队历史上第四位洋帅。鲍里斯执教下的球队在联赛前期战绩极为糟糕，联赛后期球队逐渐找到感觉，以十场不败和一波七连胜结束赛季。球队最终在联赛中排名第6名。

### 涅波姆尼亚奇执教时期（2002年-2003年）
2002年，涅波姆尼亚奇出任球队主教练，但是并没有率队取得期待中的成绩，本赛季球队获得第4名。
2003年，球队在联赛中位列第12名，这是球队在顶级联赛历史上最差的成绩，直接导致了涅波姆尼亚奇的下课。

### 图巴科维奇执教时期（2004年-2009年）
2003年12月，山东鲁能与留比萨·图巴科维奇签约。
2004年，图巴科维奇执教首年，球队就获得首屇中超联赛亚军、中超杯及足协杯两项冠军成为杯赛“双冠王”。
2005年，球队首次参加亚冠联赛于小组赛6战全胜，但是在8强赛客场以2-7惨败沙特阿拉伯球队伊蒂哈德出局，同时也创造了中国俱乐部队洲际赛事丢球最多的记录，这场比赛被称作“吉达惨案”。
2006年，是球队成绩最辉煌的赛季，首次夺得中超联赛冠军，球队在时隔7年后再次夺得顶级联赛冠军并且击败大连实德夺取中国足协杯，三年內两次成为“双冠王”。这个赛季球队刷新多项顶级联赛纪录包括:
- ①以74球打破大连实德在1998年创造的64球进球记录。
- ②最终积69分打破大连实德在2005年创造的65分记录。
- ③主场最终积40分打破大连实德在1998年创造的35分记录。
- ④22场胜场打破大连实德在2005年创造的21场胜场记录。
- ⑤13连胜打破大连实德在1998年创造的11连胜记录。
- ⑥提前六轮夺冠打破大连实德在1998年创造的提前五轮夺冠的记录。

2008年，球队获得中超联赛冠军，也让图巴科维奇成为山东鲁能历史上的最佳主教练。
2009年，图巴科维奇决定与俱乐部再次续约，但是这次续约，则成了图巴科维奇摘下光环的败笔。亚冠联赛制造“巨港惨案”，中超联赛获得第四名，六年来联赛排名第一次掉出三甲。赛季后图巴科维奇与山东鲁能解约。
图巴科维奇是山东队顶级联赛历史上执教时间最长的一位主教练，在图巴执教的六年时间里，山东鲁能夺取了五个冠军。2004年的双冠王（足协杯冠军、中超杯冠军）、2006年的双冠王（联赛冠军、足协杯冠军）、2008年的中超冠军。而且联赛的最终排名从未掉出前四名。注定图巴科维奇成为山东鲁能继桑特拉奇后又一位里程碑式主教练。

### 伊万科维奇执教时期（2010年-2011年）
2009年12月，山东鲁能宣布布兰科·伊万科维奇出任球队主教练。
2010年，伊万科维奇执教的首场正式比赛，亚冠联赛小组赛山东鲁能客场1-0战胜广岛三箭，随后球队遭到四连败，提前一轮在小组赛出局。
2010年，山东鲁能在中超联赛中，上半程最后时刻超越上海申花，成为联赛的半程冠军。主客场双杀北京国安之后，山东鲁能奠定了夺得本赛季中超联赛冠军的基础。在伊万科维奇的率领之下，球队在2010赛季的15个主场中，保持了12胜3平的不败成绩。
2011年5月5日，伊万科维奇由于个人身体状况不佳以及精力等原因，辞去球队主教练职务。其实伊万科维奇下课的诱因是球队成绩并不理想，在亚冠联赛只取得2胜1平2负排小组第三无缘出线及联赛前五轮只取得2胜1平2负。

#### 马季奇代理执教（2011年）
2011年5月5日，因在中超和亚冠联赛中战绩欠佳，主帅伊万科维奇下课。时任鲁能泰山队助理教练的拉伊·马季奇走马上任先担任执行教练后转正为主教练。马季奇带队打的18场中超联赛中，共取得了7胜5平6负的战绩，加上上任初期的一场亚冠比赛，执教19场战绩是7胜5平7负，胜率只有36%。在其任內，鲁能泰山队的24场主场不败纪录在马季奇的带领下就此终结加上球队在中超联赛首次遭到四连败。
2011年9月17日，鲁能泰山队宣布主帅马季奇下课。马季奇总共执教136天。这个执教数字与金正男相比，还少了74天。因此，马季奇以“最短命”主教练的称号载入山东鲁能历史。

#### 巴博萨代理执教（2011年）
2011年9月17日，在马季奇下课后，山东鲁能泰山队決定由鲁能足校的总教练葡萄牙人曼努埃尔·巴博萨担任教练组组长，执教球队2011赛季余下的所有比赛。这是球队历史上首次在一个赛季内两度更换主教练。执教的首场比赛是联赛主场0-0平大连实德，这两支球队之间的比赛昔日被视为“国家德比”。巴博萨执教7场联赛取得4胜2平1负，这个赛季球队在中超联赛最终排名第5名，而在中国足协杯决赛中1-2负于天津泰达，屈居亚军。

### 滕卡特执教时期（2012年）
2012年1月6日，山东鲁能泰山官方宣布与荷兰人亨克·滕卡特签约成为球队主教练。，成为球队首位来自西欧的主教练。腾卡特上任后山东鲁能泰山刮起一股“青春风暴”，但山东鲁能泰山的表现不佳，排名长期位于联赛积分榜下半区。9月6日，山东鲁能泰山官方宣布滕卡特离开球队，吴金贵成为球队的代理主教练。
最终，山东鲁能泰山本赛季联赛排名第12位，惊险保级，足协杯闯入半决赛，半决赛中，山东鲁能泰山两回合3比3战平贵州茅台，但以客场进球少的劣势遭遇淘汰。

### 安蒂奇执教时期（2013年）
经过一个不成功的赛季之后，鲁能俱乐部发生人事变动，原总经理孙国宇卸任，由刘宇顶替，代理主教练吴金贵回到技术总监的岗位，拉多米尔·安蒂奇在2012年12月24日与鲁能签约成为球队新主教练。2013年7月，前巴西国脚瓦格纳·勒夫转会到球队。
最终，山东鲁能泰山本赛季联赛获得亚军，闯入次年亚冠联赛，足协杯第四轮0比1负于大连阿尔滨遭遇淘汰。

### 库卡、曼诺巴西化时期（2014年-2016年）

#### 库卡执教时期

##### 2014赛季
2013年12月10日，2014年亚冠联赛小组赛分组抽签仪式在吉隆坡举行，山东鲁能被分在E组，同组球队有浦项制铁、武里南联和大阪樱花。
2013年12月21日，鲁能官方宣布安蒂奇不再继续担任球队主教练。12月22日，球队官方宣布与巴西主教练库卡签约，库卡成为鲁能队史上第14位主帅，第12位洋帅。
俱乐部高层领导中，韩公政卸任鲁能泰山足球俱乐部党委书记、常务副总经理，原鲁能足校校长董健接任俱乐部党委书记一职，俱乐部总经理刘宇兼任鲁能足校校长。
2014年1月7日下午，山东鲁能泰山启程前往土耳其安塔利亚，开始进行为期20天的冬训。结束海外拉练后，于2月2日下午启程前往广州进行为期10天的集训。
冬季转会窗球员调整。其中外援方面，瓦格纳·勒夫、麦克格文两名外援留队，功勋外援安塔尔转投江苏舜天，马塞纳加盟杭州绿城，皮斯库利奇重回阿根廷青年效力，巴西外援阿洛伊西奥、乌索、阿根廷前国脚蒙蒂略加盟。国内球员方面大调整，俱乐部与蒿俊闵、郑铮完成续约，周海滨、苑维玮转会天津泰达，高迪、耿晓峰分别转会、租借至上海申花，买提江、杨阔转会河南建业，小将刘洋加盟武汉卓尔，夏宁宁转会天津松江，马兴煜、马龙分别转会、租借至青岛海牛，杜禹辛、韦世豪、曾超、朱晓健、郑丰维等小将也相继离队，并先后引进了三名国脚王大雷、戴琳、张文钊。。
夏季转会窗球员调整。刘金东宣布退役，出任鲁能副领队。崔鹏、罗森文租借至成都天诚、杨旭租借至长春亚泰。
最终，山东鲁能泰山2014赛季联赛获得殿军，王大雷获得最佳门将，并入选最佳阵容、中超明星赛阵容，郑铮入选最佳阵容，刘彬彬获得最佳新人。足协杯决赛次回合凭借麦克格文补时阶段绝杀江苏国信舜天获得冠军，闯入次年亚冠联赛，同时麦克格文获得足协杯最佳球员。亚冠小组赛1胜2平3负小组垫底遭到淘汰。预备队获得预备队联赛冠军，陈灏获得预备队联赛最佳射手。

##### 2015赛季
2015年1月11日前往巴西开启海外拉练。
2015年2月14日，点球大战战胜广州恒大淘宝获得超级杯冠军，王大雷获得最佳球员。
冬季转会窗球员调整。其中外援方面，阿洛伊西奥、乌索、蒙蒂略留队，瓦格纳·勒夫、麦克格文离队，巴西现役国脚迭戈·塔尔德利加盟球队。国内球员方面，吕征、耿晓峰转会至上海绿地申花，马龙转会至青岛海牛，王刚留洋葡萄牙，陈灏租借至上海申鑫，杨程、杜威、罗森文分别转会、租借至河北华夏幸福，武浩然、糜昊伦分别转会、租借至石家庄永昌。
2015年6月4日，在与贵州人和茅台的联赛中，主教练库卡、助理教练斯蒂瓦、队医王连成与球员李松益、邵璞亮在比赛过程中和比赛结束后出现了辱骂、指责、推击助理裁判詹炜的行为，分别禁赛7个月、9个月、8场、10场、4个月。助理裁判詹炜也被停止参加中国足协组织比赛12个月，由于詹炜十二个月后已到达执法年限，因此也就意味着他基本上和执法中国足球职业联赛无缘。
由于库卡禁赛，联赛第 14 轮起马宝刚担任执行主教练。
夏季转会窗球员调整。拥有卡塔尔护照的巴西外援尤西雷以亚洲外援身份加盟球队，日本留洋归来的高准翼也加盟球队。
最终，经历禁赛动荡的山东鲁能泰山2015赛季联赛获得季军，闯入次年亚冠联赛资格赛第二轮，阿洛伊西奥以22球获得最佳射手。足协杯半决赛遭遇江苏国信舜天复仇淘汰，亚冠联赛2胜1平3负小组第三遭到淘汰。预备队获得预备队联赛冠军，成源获得预备队联赛最佳射手。

#### 曼诺执教时期
2015年12月6日，山东鲁能泰山官方宣布曼诺·梅内塞斯上任，前主教练库卡离任。
2015年12月28日，山东鲁能全队赶往广州进行拉练。
冬季转会窗球员调整。其中外援方面，阿洛伊西奥、迭戈·塔尔德利、尤西雷、蒙蒂略留队，乌索租借至巴西联赛，巴西现役国脚吉尔加盟球队。国内球员方面，高准翼、周煜辰、罗森文分别租借、加盟河北华夏幸福，崔鹏、糜昊伦、邵璞亮加盟石家庄永昌，老将汪强、韩鹏加盟北京人和，陈灏加盟河南建业，并引进门将刘震理。
山东鲁能泰山在本赛季亚冠资格赛第二轮、附加赛中分别战胜印度球队莫亨巴甘和澳大利亚球队阿德莱德联，晋级亚冠联赛小组赛，小组赛3胜2平1负出线，这是自2005年后首次亚冠小组赛出线，十六强赛中凭借客场进球多的优势战胜悉尼FC晋级八强。但联赛11场仅取得2胜3平6负，长期处于联赛倒数位置。
2016年6月7日，山东鲁能泰山官方宣布，主帅曼诺因个人原因辞去主帅一职，球队各项训练将暂由中方教练组组织实施。

### 马加特时期（2016年-2017年）

#### 2016赛季
2016年6月8日，山东鲁能泰山官方宣布，德国教练菲利克斯·马加特上任球队主教练。，曼诺的离任，马加特的加盟意味着山东鲁能泰山巴西化时代的结束。
2016年6月12日，李霄鹏作为执行主教练参与了山东鲁能泰山与河北华夏幸福的比赛，最终山东鲁能1比2告负。
夏季转会窗球员调整。由于球队上半赛季成绩不佳以及马加特上任，球队大方面调整。其中外援方面，阿洛伊西奥租借至河北华夏幸福，迭戈·塔尔德利因长期低迷状态下放至预备队，帕皮斯·西塞、意大利国脚格拉齐亚诺·佩莱加盟球队。内援方面，张文钊加盟广州恒大淘宝，宋龙加盟球队。
最终，山东鲁能泰山2016赛季联赛后半程逐渐复苏，获得14名，惊险保级。足协杯第四轮0比1负于上海绿地申花遭到淘汰，亚冠联赛八强赛被首尔FC淘汰。预备队获得预备队联赛亚军。

#### 2017赛季
2017年1月6日，球队赴广州展开第一阶段训练。2017年1月31日，山东鲁能全队集中，并乘坐2月1日凌晨的航班赶赴西班牙拉练。
冬季转会窗球员调整。其中外援方面，帕皮斯·西塞、格拉齐亚诺·佩莱、吉尔留队，迭戈·塔尔德利重新报名一线队，儒尼奥尔·乌索转会广州富力，尤西雷租借至圣保罗，蒙蒂略转会博塔弗戈。内援方面，多名主力离队，赵明剑、高准翼加盟河北华夏幸福，王永珀加盟天津权健，杨旭租借至辽宁宏运，另外多名小将姚均晟、张晨等也相继被租借或转会至其他球队，周海滨回归球队，刘军帅、姜嘉骏加盟。
夏季转会窗球员调整。外援无变化，内援方面，崔鹏回归，魏敬宗租借加盟，陈科睿、柏天赐、周煜辰租借离队。
山东鲁能泰山2017赛季联赛在人员流失严重情况下前三轮位于榜首，长期位居前四，但高开低走，最终收获第六，无缘亚冠，蒿俊闵入选联赛最佳阵容。足协杯第五轮被淘汰。预备队获得预备队联赛冠军，成源获得预备队联赛最佳射手。

### 李霄鹏时期（2018年-2020年）

#### 2018赛季
2017年12月1日，俱乐部官方宣布不再与上赛季的主教练马加特续约，改由俱乐部副总经理李霄鹏执教球队，郝伟担任技术总监并兼任主教练助理。此后，俱乐部又先后宣布与韩国全北现代汽车的助理教练法比奥·莱丰德斯和重庆当代力帆的守门员教练卢卡斯·塞尔凯拉签约。
2018年1月7日下午，球队启程前往广州进行集训。1月30日下午，球队启程前往迪拜进行海外集训，于2月中旬结束集训回国。
冬季转会窗中，除租借回归的球员外，球队未作其他引进。其中外援方面，除租借回归的尤西雷正式转会圣保罗外，其他外援全部留队。内援方面，杨旭加盟天津权健，姜嘉俊加盟重庆当代力帆，崔巍、陈科睿、柏天赐租借离队，魏敬宗租借合同到期离队。
夏季转会窗中，巴西外援罗热·格德斯加盟球队，帕皮斯·西塞下放至预备队并在随后转会离队。此外，王炯、张晨、于成磊、刘力租借至四川九牛，刘长奇租借至淄博星期天，高鑫租借至北京控股，武晓博转会加盟河南建业。
山东鲁能泰山本赛季中超联赛整体表现优异，长期位于前三甲，也曾一度位于榜首位置，最终收获联赛季军。足协杯闯入决赛，但在决赛中两回合总比分3比3战平北京中赫国安，因客场进球少屈居亚军。预备队获得预备队联赛季军。

#### 2019赛季
2019年1月5日晚，球队抵达广州，正式开启广州冬训拉练。
冬季转会窗中，大量外租球员回归。外援方面，曼联球员、比利时国家足球队现役国脚马罗阿尼·费莱尼转入球队，迭戈·塔尔德利离队加盟格雷米奥。内援方面，宋文杰、罗安东、黄聪、吴雷转入球队，崔巍、黄浦、刘长奇、蔡世润、毛锦澎、周泽豪、张大鹏离队，姚均晟、柏天赐、王炯、田玉达、郭田雨、马帅租借离队。
2019年6月21日，俱乐部官方宣布原葡萄牙球员德尔加多的入籍手续全部办理完成，他成功取得中国国籍，自2018年夏加盟球队后终于具备正式比赛的出场资格。德尔加多成为俱乐部历史上首位入籍球员，也是中国足球历史上首位非华裔入籍球员。但因德尔加多曾代表葡萄牙U20国家队参加2017年U20世界杯，依照国际足联的现行规定，他无法代表中国国家队出场比赛。
夏季转会窗中，外援方面，吉尔离队加盟科林蒂安，帕尔梅拉斯球员莫伊塞斯加盟球队。内援方面，马帅、陈蒲由巴西体育租借回归，郑梓翔、杨意林加盟球队，李泊锐、李定升至一线队，李微离队加盟淄博蹴鞠,成源、季胜攀、刘超阳租借离队，周煜辰由富力R&F租借回归后继续续租。
山东鲁能泰山本赛季中超联赛相对稳定，最终收获联赛第五名。足协杯闯入决赛，但在决赛中两回合总比分1比3负于上海绿地申花，屈居亚军。亚冠联赛方面，小组头名出线，1/8决赛中点球大战负于广州恒大淘宝，惨遭淘汰。预备队获得预备队联赛冠军。

### 郝伟时期（2020年-2022年）

#### 2020赛季
2020赛季中，郝伟替代李霄鹏成为山东泰山主教练。受到新冠疫情影响，2020年的中超联赛的赛程发生变化。最终山东鲁能取得足协杯冠军。总体来看，中国足球受影响较大，亚冠比赛也不能派出主力参赛。

#### 2021赛季
2021赛季继续在新冠疫情的影响下进行。由于足协规定，中超球队需改为中性名，山东鲁能泰山改名为山东泰山。克服了赛程变化等困难，山东泰山取得联赛冠军和足协杯冠军，第3次达成“双冠王”的成就。

#### 2022赛季
中超的前半部分依旧受到疫情影响。最终山东泰山取得联赛第二名，并锁定亚冠（或附加赛）资格。2022足协杯获胜，取得足协杯三连冠。2020年代以来，山东泰山取得4个冠军，并成为足协杯上最成功的球队。

### 崔康熙时期（2023年~）

#### 2023赛季
因赌球等事件原教练郝伟和部分球员被调查，球队主教练更换为韩国教练崔康熙。赛季初受丑闻影响，球队成绩低迷。崔康熙入主球队后立刻改善球队成绩，但由于前期失分过多，最终只取得联赛亚军。足协杯连续打入决赛，但最终不敌上海申花，足协杯亦取得亚军。
由于疫情的影响结束，山东派出一线队参加亚冠，并进军淘汰赛。

#### 2024赛季
在亚冠淘汰赛中，泰山负于横滨水手无缘四强，未能创造历史最佳成绩。下半年参加亚冠24-25精英赛。山东泰山B队参加中乙联赛并取得好成绩。一线队联赛取得第5名。足协杯决赛中负于上海海港，未能取得足协杯冠军，同时未能取得下一赛季的亚冠资格。2024年未能取得冠军头衔。